# Mocochá
Mocochá är en kommun i Mexiko.   Den ligger i delstaten Yucatán, i den östra delen av landet, 1 000 km öster om huvudstaden Mexico City. Antalet invånare är 3 071. Arean är 57 kvadratkilometer.
Terrängen i Mocochá är mycket platt.